# 許爾斯貝格巴赫河
51°22′30″N 7°23′44″E / 51.375092°N 7.395509°E
許爾斯貝格巴赫河（德語：Hülsbergbach），是德國的河流，位於該國西部，處於北萊茵-威斯特法倫州，屬於魯爾河的左支流，流經哈根，河道全長2.9公里。